# Masdevallia curtipes
Masdevallia curtipes är en orkidéart som beskrevs av João Barbosa Rodrigues. Masdevallia curtipes ingår i släktet Masdevallia och familjen orkidéer. Inga underarter finns listade i Catalogue of Life.

## Bildgalleri

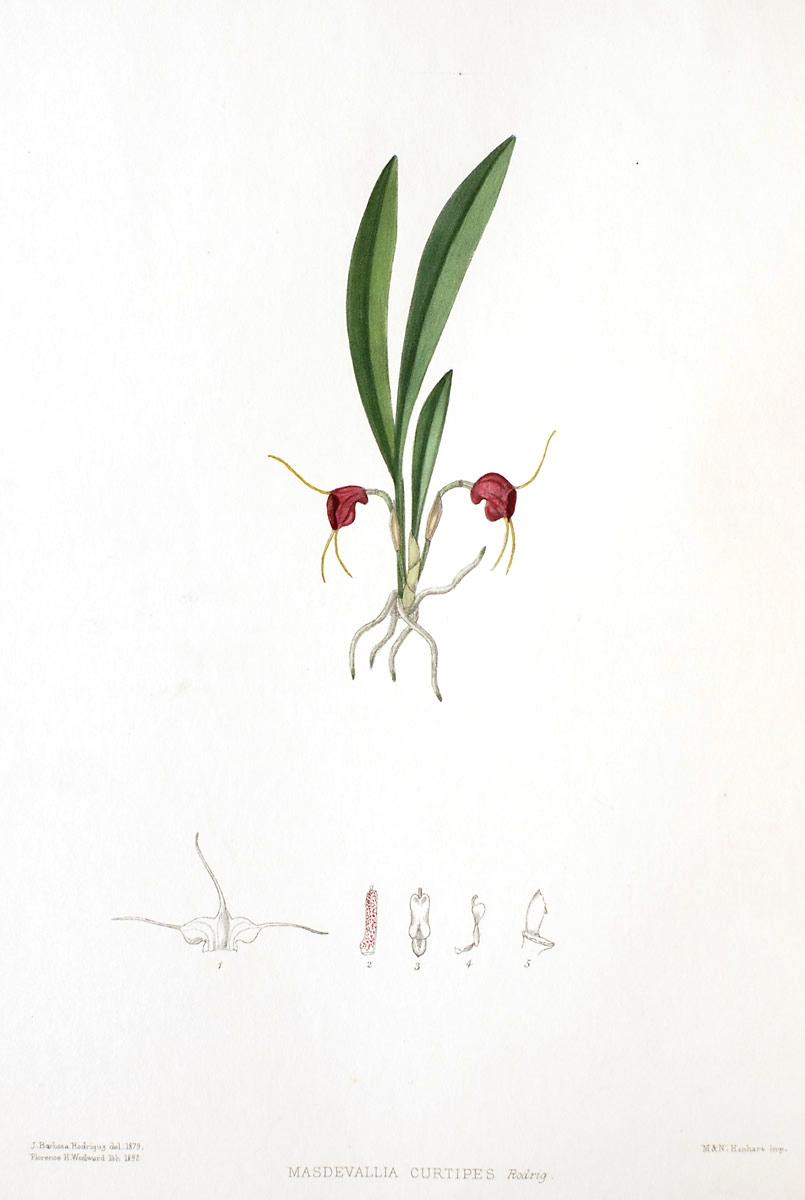